# Oeneis urda
Oeneis urda är en fjärilsart som beskrevs av Eduard Friedrich Eversmann 1847. Oeneis urda ingår i släktet Oeneis och familjen praktfjärilar. Inga underarter finns listade i Catalogue of Life.